# Enrique Sarradell
Enrique Sarradell y Pascual (Sabadell, 4 de mayo de 1893-Manresa, 21 de febrero de 1963) fue un periodista español tradicionalista.

## Biografía
Era hijo de Francisco Sarradell Mateu (†1935) y de Josefa Pascual. Su padre era hijo y nieto de veteranos de las guerras carlistas.
Tradicionalista como su familia, Enrique Sarradell fue un entusiasta admirador de Jaime Balmes y discípulo Félix Sardá y Salvany. En 1908 empezó a colaborar con el diario de Sabadell Gazeta del Vallès, bajo la orientación y siguiendo los consejos que le daba Sardá.
En su juventud formó parte del Requeté de Sabadell y fue uno de los colaboradores del semanario jaimista La Trinchera (1912-1919). En el año 1915 formó parte del Consejo directivo de la Asociación de la Prensa de Sabadell como secretario. Debido a su activa militancia en la causa carlista, en 1916 era ya miembro de la Junta tradicionalista del distrito de Sabadell como secretario general.
En poco tiempo sus artículos no solo se publicaban en Sabadell, sino también en distintas publicaciones de Barcelona, Madrid, Valencia, Orense, Bilbao y Pamplona, amparándose, a veces, con diversos seudónimos.
Cómo Juan Vázquez de Mella y la dirección de la Comunión Tradicionalista, Sarradell defendió la neutralidad de España en la Primera Guerra Mundial contra quienes querían que el país entrase en la guerra del lado de los Aliados, escribiendo artículos germanófilos en la prensa y presentando conferencias sobre este tema.
En la Revista de Sabadell, donde empleó a menudo el seudónimo de Carlos de Valrá, trató sobre los diferentes aspectos de la guerra europea, como los crímenes bélicos, el imperialismo británico, el bolchevismo, etc. En la Gazeta del Vallès escribió en catalán contra las escuelas laicas, a las que acusó de ser centros de corrupción y de promover la masonería, así como de la Gran Guerra, manifestando que los católicos tenían que simpatizar con Alemania, y que «la masonería, el socialismo y el orgullo de los Estados Unidos está deshaciendo la vieja Europa».
Tras su fundación en 1919, se afilió a los Sindicatos Libres. Más adelante apoyó a la dictadura de Primo de Rivera y fue uno de los hombres fuertes del régimen en Sabadell, donde llegó a ser jefe de gobernación de la corporación municipal y del Negociado de Prensa del Ayuntamiento de Sabadell. También dirigió el Somatén y ejerció de inspector en jefe de Vigilancia. A iniciativa suya se convirtió la Rambla de Sabadell en boulevard, obra que Sarradell propuso en una conferencia pronunciada en el local de la Asociación de la Prensa.
En 1926 sería nombrado delegado regional para Cataluña y Baleares del Comité central de la Federación Nacional de Obreros y Empleados Municipales. A pesar de que la dictadura prohibió algunas de las conferencias del Círculo Tradicionalista de Sabadell, se permitió que organizaran una Escuela Dominical, donde continuaron sus actividades.
Realizó múltiples viajes por España y por Europa, reflejando su pensamiento en libros, discursos, conferencias y descripciones de viajes. Obtuvo premios literarios en Zaragoza, Bilbao y Pamplona.
En 1930 Enrique Sarradell participó en el Certamen nacional de periodismo tradicionalista organizado por el semanario El Tradicionalista de Valencia y obtuvo una mención honorífica por el trabajo «Suma variedad de la unidad» sobre la Sociedad Tradicionalista de Pamplona. En abril del mismo año sería expulsado de la Asociación de Prensa de Sabadell.
Durante la Segunda República fue articulista del diario El Correo Catalán con el seudónimo Parvissimus, y se destacó por sus discursos y conferencias tradicionalistas. Después de trasladar su residencia a San Feliú de Llobregat, formó parte de la junta carlista local, dirigida por Juan de Batlle, y fue redactor del quincenal tradicionalista sanfeliuense Espanya Federal, del que sería nombrado director en 1935. También escribió para el diario tradicionalista madrileño El Siglo Futuro, del que ejerció como corresponsal en San Feliú.
En el clima de tensión de la Segunda República, la madrugada del 10 de junio de 1934, la Guardia de Asalto, que había intervenido el servicio telefónico, entró en su domicilio debido a unas conversaciones telefónicas que consideraron sospechosas, pero no hallaron nada delictivo y se retiraron. Se opuso a la sublevación de octubre y en marzo del 1935 realizó una conferencia sobre este tema en el Casal Tradicionalista de San Feliú.
Durante la Guerra Civil ejerció durante un tiempo secretario privado del anarquista sabadellense Bru Lladó y actuó como quintacolumnista. Por haber hecho alguna actuación fuerte a favor de la CNT-FAI, se congració la confianza de ciertas autoridades, lo cual le permitió practicar derrotismo a alto nivel dentro del bando republicano.
Tras la victoria del bando nacional, apoyó el régimen de Franco y escribió la canción de gesta La Boina roja (1939). Estuvo al frente de la sección de gobernación del nuevo Ayuntamiento de Sabadell e impulsó el cambio de nombres de calles que podían constituir «una ofensa al espíritu de la nueva España, católica e imperial», afirmando que «hay que infiltrar en el alma ciudadana la elegancia espiritual que fluye, después de la Cruzada, de nombres y gestas de salvación y enaltecimiento». Algunos de los nombres suprimidos del callejero fueron los de los liberales Lacy, Riego y Madoz.
Ofreció al Ayuntamiento la publicación de un manuscrito suyo titulado Sabadell mártir, con prólogo de Pedro Pascual Salichs, en el que narraba la actuación tiránica del régimen republicano en la ciudad durante la guerra, pero fue rechazado en 1942 por la corporación local ante la negativa del sacerdote Ernesto Mateu Vidal.
Posteriormente se estableció en Manresa y fue secretario del Consejo Local de Cultura de esta ciudad.
Continuó escribiendo en la prensa. A principios de la década de 1960 todavía escribía artículos en la revista Tradición. Además de Parvissimus y Carles de Valrà, utilizó también los seudónimos El Cucala, Milos y Ferran de Sapal. Publicó también algunos libros, pero dejó otros inéditos.
Fue padre de Mercedes (1918-2016), Pepita, Jaime (1920-2010) y Carlos Sarradell Company (1923-1931).

## Obras
- Regionalismo integral, 1919.
- La Organización Tradicionalista del Trabajo: estudio político social, leído miedo su autor en la Asamblea General Tradicionalista, celebrada en Zaragoza. [con prólogo de Jesús Comín] Sabadell, Imp. Montaner, 1922.
- Sindicat d'iniciatives, Sabadell, 1927.
- Nociones de estadística municipal. Ayuntamiento de Sabadell.
- La Boina roja: Canción de Gesta. Tipografía Vivas. Sabadell, 1939.
- Memoria del Secretario del Jurado Calificador de los Juegos Florales de la Misteriosa Luz de Manresa. 1944.
- Cartas a un preguntón: temas permanentes. Manresa, 1948.
- La portentosa aventura de un paracaidista alemán: leyenda de guerra, 1953.

### Inéditas
- Hojas de ruta. (Narraciones de viajes)
- Santa Teresa de Jesús y la mujer española
- Sabadell mártir. Elementos para la historia
- ¿Es católica Alemania?
- Valera y Aparisi y Guijarro. (Biografías desconcertantes)
- La Sagrada Comunión. Consideraciones de un creyente
- La Beata Madre Joaquina de Vedruna. (A modo de biografía)
- La Guerra. Causas remotas y causas inmediatas
- Ghetos y Logias. Observaciones sobre la conspiración internacional contra el Cristianismo
- Valores históricos del Carlismo. Excmo. e Ilmo. Sr. D. José Caixal y Estradé, Obispo de la Seo de Urgel y Vicario General Castrense de los Ejércitos de Carlos VII y Excmo. Sr. Don Miguel Gómez Damas, Comandante General carlista de Andalucía. (A modo de biografía)[28]